# ستار وورز: الحلقة الثانية، أتاك أف ذا كلونس
ستار وورز: الحلقة الثانية، أتاك أف ذا كلونس، هي لعبة فيديو بريطانية من نوع أكشن، وهي من نشر لوكاس آرتز وتي إتش كيو، صدرت اللعبة في الأسواق سنة 2002، وتعمل حصرياً لجهاز المحمول غيم بوي أدفانس.